# Porocidaris
Porocidaris is een geslacht van uitgestorven zee-egels uit de familie Rhabdocidaridae.

## Soorten
- Porocidaris farafrensis Hassan, 1969 †
- Porocidaris lopezi Sánchez Roig, 1953 †